# Fußball-Südasienmeisterschaft 1995
| Fußball-Südasienmeisterschaft 1995 1995 South Asian Gold Cup Cup™ |                        |
|                                                                   |                        |
| Anzahl Nationen                                                   | 5                      |
| Südasienmeister                                                   | Sri Lanka              |
| Austragungsort                                                    | Colombo, Sri Lanka     |
| Eröffnung                                                         | 25. März 1995          |
| Endspiel                                                          | 2. April 1995          |
| Tore                                                              | 13 (Ø: 1,86 pro Spiel) |
| Torschützenkönig                                                  | Amanulla (SRI) 3 Tore  |

Die zweite Fußball-Südasienmeisterschaft, offiziell South Asian Gold Cup 1995, fand vom 25. März bis zum 2. April 1995 in Colombo auf Sri Lanka statt. Am Turnier nahmen fünf südasiatische Nationen teil. Südasienmeister 1995 wurde Gastgeber Sri Lanka mit einem 1:0-Sieg gegen Titelverteidiger Indien. Ein Spiel um Platz 3 wurde nicht ausgespielt. 
Es war der erste SAFF-Cup, dessen Sieger durch ein K.-o.-System ermittelt wurde. Die Malediven wurden in die Gruppe B gelost, zogen ihre Bewerbung allerdings zurück. Bangladesch nahm erstmals am Turnier teil.

## Austragungsort
Als Austragungsort für die Fußball-Südasienmeisterschaft 1995 wurde die sri-lankische Hauptstadt Colombo erwählt. Es war die erste Turnier-Ausrichtung des Landes. Austragungsstätte aller Turnierspiele war das Sugathadasa-Stadion.

## Turnier

### Gruppe A
| Pl. | Land        | Sp. | S | U | N | Tore    | Diff. | Punkte |
| --- | ----------- | --- | - | - | - | ------- | ----- | ------ |
| 1.  | Bangladesch | 2   | 1 | 0 | 1 | 002:100 | +1    | 03     |
| 2.  | Nepal       | 2   | 1 | 0 | 1 | 002:200 | ±0    | 03     |
| 3.  | Pakistan    | 2   | 1 | 0 | 1 | 001:200 | −1    | 03     |

|               |   |             |     |
| 25. März 1995 |   |             |     |
| Pakistan      | – | Bangladesch | 1:0 |
| 27. März 1995 |   |             |     |
| Nepal         | – | Bangladesch | 0:2 |
| 29. März 1995 |   |             |     |
| Nepal         | – | Pakistan    | 2:0 |

### Gruppe B
| Pl. | Land        | Sp. | S | U | N | Tore    | Diff. | Punkte |
| --- | ----------- | --- | - | - | - | ------- | ----- | ------ |
| 1.  | Sri Lanka 1 | 1   | 0 | 1 | 0 | 002:200 | ±0    | 01     |
| 2.  | Indien 1    | 1   | 0 | 1 | 0 | 002:200 | ±0    | 01     |
| 3.  | Malediven 2 | 0   | 0 | 0 | 0 | 000:000 | ±0    | 0      |

|               |   |        |     |
| 29. März 1995 |   |        |     |
| Sri Lanka     | – | Indien | 2:2 |

### Halbfinale
|               |   |        |                      |
| 31. März 1995 |   |        |                      |
| Bangladesch   | – | Indien | 0:0 n. V., 2:4 i. E. |
| 31. März 1995 |   |        |                      |
| Sri Lanka     | – | Nepal  | 2:1 n. V.            |

### Finale
|               |   |        |           |
| 2. April 1995 |   |        |           |
| Sri Lanka     | – | Indien | 1:0 n. GG |